# The Forme of Cury
«The Forme of Cury» («Способы приготовления еды», среднеангл. cury от среднефр. cuire — готовить) — обширный сборник средневековых английских рецептов XIV века. Первоначально был создан в виде свитка. Его автор — мастер-повар короля Ричарда II.
Рукопись является одной из старейших английских и одной из самых известных средневековых поваренных книг. Это первая книга на английском языке, упоминающая использование в английской кулинарии оливкового масла, тыквы-горлянки и таких специй как мускатный орех и гвоздика.

## История
Свиток написан на позднем варианте среднеанглийского языка примерно в 1390 на велене и содержит около 200 рецептов (количество незначительно различается между разными версиями), многие из которых также можно найти в «Ancient Cookery» (лат. Diuersa seruicia). «The Forme of Cury» старались сделать лучше и более королевским, чем французскую кулинарную книгу «Le Viandier», созданную примерно в то же самое время, поскольку пиршества собирали высшие слои общества, и для средневековых лордов и королей они были символом силы и престижа.
Название «The Forme of Cury» рукописи дал Самюэль Пегг, опубликовавший её в 1780 году для куратора британского музея, Густава Брандера. С этого времени данное название используется для обозначения почти всех версий оригинальной рукописи, даже несмотря на их отличие друг от друга.

## Содержание
В преамбуле рукописи указывается, что рецепты предназначены обучения повара готовке как обычных, так и необычных пряных и эффектных блюд для торжественных пиров. Также указано, что рукопись получила одобрение и разрешение от лучших специалистов в области медицины и философии при дворе Ричарда II.
По сравнению с другой известной средневековой кулинарной книгой, «Le Viandier», в «The Forme of Cury» гораздо чаще используется сахар: он необходим для приготовления около 31 % её рецептов (49 % с учётом рецептов с фруктами) против 6 % (и соответственно 8 %) в «Le Viandier».
«The Forme of Cury» — первая из известных английских кулинарных книг, в которой упоминаются гвоздика, оливковое масло, мускатный орех и тыква-горлянка. Многие рецепты включают редкие и ценные на то время специи, например, мускатный орех, тмин, имбирь, чёрный перец, кардамон. Для приготовления некоторых рецептов требуются экзотические виды животных, такие как кит, журавль, кроншнеп, цапля, тюлень и морская свинья. Она содержит порядка 10 рецептов блюд из овощей, в том числе один салат с винегретной заправкой, что указывает на влияние португальской и испанской кухни, так как французские кулинары того времени редко использовали овощи. Также есть несколько блюд из макаронных изделий, свидетельствующих об итальянском влиянии.
Несколько рецептов, видимо, были созданы под влиянием рецептов арабской кухни из «Liber de Coquina». Например, mawmenee (см. иллюстрацию), по-арабски mamuniyya: мясо тушёное в подслащённом пряном соусе. Подобие сладости payn ragoun говорит о влиянии сицилийской кухни, так как в ней используется арабская техника приготовления сахарного сиропа до стадии «слабый шарик».

## Пример рецепта

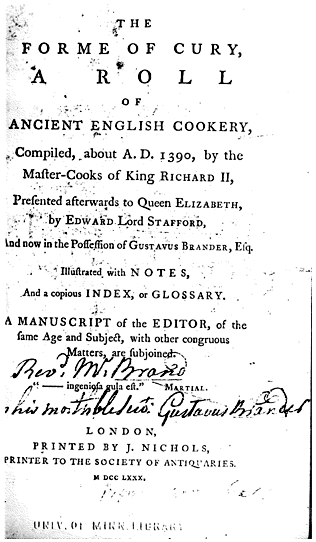
Заголовок страницы из первого печатного издания Сэмюэля Пегга, 1780 г.

Рецепт, взятый из современного академического издания текста:
Sawse madame. Take sawge, persel, ysope and saueray, quinces and peeres, garlek and grapes, and fylle the gees þerwith; and sowe the hole þat no grece come out, and roost hem wel, and kepe the grece þat fallith þerof. Take galytyne and grece and do in a possynet. Whan the gees buth rosted ynouh, take hem of & smyte hem on pecys, and take þat þat is withinne and do it in a possynet and put þerinne wyne, if it be to thyk; do þerto powdour of galyngale, powdour douce, and salt and boyle the sawse, and dresse þe gees in disshes & lay þe sowe onoward.
Перевод:
Соус Мадам. Взять шалфей, петрушку, иссоп и чабер, айву и груши, чеснок и виноград и нафаршировать этим гусей; и зашить отверстие, чтобы не вытекал жир, и хорошо их обжарить и собрать выходящий из гусей сок. Взять холодец и вышедший сок и положить в поссет. Когда гуси достаточно прожарятся, вынуть их и порезать их на куски и взять то, что находится внутри, и добавить в поссет, и налить в него вино, если будет слишком густо; добавить туда порошок из калгана, сладкий порошок и соль и вскипятить соус и приправить им гусей на блюдах посуде и далее вылить соус.

## Современная реконструкция
В 2009 году в манчестерской библиотеке Джона Райландса в «Café at the Rylands» для приглашенных гостей приготовили следующие блюда из книги: «Tart in Ymber Day», «Compast», «Payn Puff», «Frumenty» и «Gingerbrede», сопровождая их «Piment» (вино со специями).

## Заметки
1. На странице приводится рецепт блюд Drepee ("Take blanched Almandes grynde hem and temper hem up with gode broth take Oynouns a grete quantite parboyle hem and frye hem and do þerto. take smale bryddes parboyle hem and do þerto Pellydore and salt. and a lytel grece[англ.].") и Mawmenee ("Take a pottel of wyne greke. and ii. pounde of sugur take and clarifye the sugur with a qantite of wyne an drawe it thurgh a straynour in to a pot of erthe take flour of Canell. and medle  with sum of the wyne an cast to gydre. take pynes with Dates and frye hem a litell in grece oþer in oyle and cast hem to gydre. take clowes an flour of canel hool and cast þerto. take powdour gyngur. canel. clower, colour it with saundres a lytel yf hit be nede cast salt þerto. and lat it seeþ; warly with a slowe fyre and not to thyk, take brawn of Capouns yteysed. oþer of Fesauntes teysed small and cast þerto.").[1])
2. ↑  На странице приводится рецепт блюд Drepee ("Take blanched Almandes grynde hem and temper hem up with gode broth take Oynouns a grete quantite parboyle hem and frye hem and do þerto. take smale bryddes parboyle hem and do þerto Pellydore and salt. and a lytel grece[англ.].") и Mawmenee ("Take a pottel of wyne greke. and ii. pounde of sugur take and clarifye the sugur with a qantite of wyne an drawe it thurgh a straynour in to a pot of erthe take flour of Canell. and medle  with sum of the wyne an cast to gydre. take pynes with Dates and frye hem a litell in grece oþer in oyle and cast hem to gydre. take clowes an flour of canel hool and cast þerto. take powdour gyngur. canel. clower, colour it with saundres a lytel yf hit be nede cast salt þerto. and lat it seeþ; warly with a slowe fyre and not to thyk, take brawn of Capouns yteysed. oþer of Fesauntes teysed small and cast þerto.").[2])
3. ↑  На сайте Ancient Origins утверждается, что он былa написан в сентябре 1387 года.[5]
4. ↑  Соус или желе из мясного бульона